# 拉罗什克莱尔莫
拉罗什克莱尔莫（法語：La Roche-Clermault，法語發音：[la ʁɔʃ klɛʁmo] ⓘ）是法国安德尔-卢瓦尔省的一个市镇，位于该省西部，属于希农区。

## 地理
拉罗什克莱尔莫（47°8'16"N, 0°12'9"E）面积18.03 平方千米，位于法国中央-卢瓦尔河谷大区安德尔-卢瓦尔省，该省份为法国中西部省份，北起萨尔特省、东北接卢瓦-谢尔省，东南接安德尔省，南至维埃纳省，西临曼恩-卢瓦尔省。
与拉罗什克莱尔莫接壤的市镇（或旧市镇、城区）包括：希农、锡奈、利格雷、马尔赛、瑟伊。

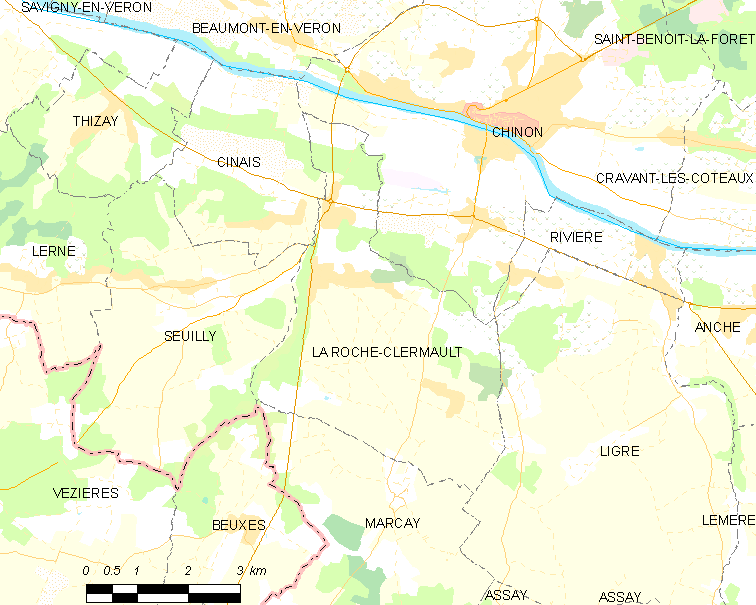
拉罗什克莱尔莫的OSM定位图

拉罗什克莱尔莫的时区为UTC+01:00、UTC+02:00（夏令时）。

## 行政
拉罗什克莱尔莫的邮政编码为37500，INSEE市镇编码为37202。

## 政治
拉罗什克莱尔莫所属的省级选区为希农县。

## 人口

1962-2008年间拉罗什克莱尔莫人口变化图示

拉罗什克莱尔莫于2022年1月1日时的人口数量为546人。